# طواف مالوبولسكا 2022
طواف مالوبولسكا 2022 (بالبولندية: Małopolski Wyścig Górski 2022) هو سباق دراجات هوائية، وهو الموسم الستين من طواف مالوبولسكا ‏، وأقيم خلال الفترة من 3 يونيو 2022، وحتى 5 يونيو 2022، وشارك فيه 146 متسابقاً ووصل إلى نهايته 122 متسابقاً.
فاز بالمركز الأول يوناس راب، وبالمركز الثاني Rainer Kepplinger ‏، وبالمركز الثالث Jakub Otruba ‏، وكان الفائز حسب السرعة Tobias Halvorsen ‏، وكان الفائز حسب النقاط للشباب Walter Calzoni ‏، وكان الفائز في تصنيف الجبال يوناس راب، وفاز أدفاريكس هرينكو سيلينج في ترتيب الفرق.

## الفرق
| فرق قارية (11)- إلكوف كاسبر 2022 ‏ - فوستر أيه تي إس تيم 2022 ‏ - أدفاريكس هرينكو 2022 ‏ - Mazowsze Serce Polski ‏ - أدريا موبيل 2022 ‏ - Gallina-Ecotek-Lucchini ‏ - Global 6 United ‏ - OU7 Cycling Team ‏ - سانتيك ويباتيك 2022 ‏ - ريستورانت سوري كارل راس 2022 ‏ - توبفوركس لابيير ‏ فرق نخبة (3)- CO:PLAY-Giant Store ‏ - Sparekassen Danmark Aalborg ‏ - Give Elementer ‏ فرق أندية الدراجات (11)- Region Sør‏ - MKB Bank Cycling Team‏ - Cycling Crew Szostak‏ - Epronex-Hungary Cycling Team ‏ - Klub Kolarski Tarnovia‏ - UWTC De Volharding‏ - TC Chrobry Scott Głogów ‏ - Team Dukla Praha (men's team) ‏ - Pogoń Mostostal Puławy ‏ - Embrace The World Cycling ‏ - LUKS Trójka Piaseczno‏ |  |
| |  |

## المراحل
| قائمة المراحل | قائمة المراحل | قائمة المراحل                                    | قائمة المراحل      | قائمة المراحل | قائمة المراحل   | قائمة المراحل   |
| المرحلة       | التاريخ       | الدورة                                           |                    | المسافة (كم)  | الفائز بالمرحلة | القائد العام    |
| ------------- | ------------- | ------------------------------------------------ | ------------------ | ------------- | --------------- | --------------- |
| مرحلة 1       | 3 يونيو       | فياليتشكا – Myślenice ‏                           | مرحلة جبلية متوسطة | 131           | Walter Calzoni ‏ | Walter Calzoni ‏ |
| مرحلة 2       | 4 يونيو       | Niepołomice ‏ – نوفي تارغ                         | مرحلة جبلية متوسطة | 141           | Patryk Stosz ‏   | Walter Calzoni ‏ |
| مرحلة 3       | 5 يونيو       | Jabłonka, Lesser Poland Voivodeship ‏ – Przehyba ‏ | مرحلة جبلية        | 125           | يوناس راب       | يوناس راب       |

## النتيجة

### مرحلة 1
هي مرحلة جبلية متوسطة، أقيمت في 3 يونيو 2022، وامتدّت لمسافة 131 كيلومتر. فاز بالمرحلة Walter Calzoni ‏، وكان متصدر الترتيب العام في نهاية المرحلة Walter Calzoni ‏، وكان المتصدر في ترتيب التسلق Walter Calzoni ‏، وتصدر ترتيب السرعة Tobias Halvorsen ‏، وتصدر ترتيب النقاط للشباب Walter Calzoni ‏، وكان متصدر ترتيب الفرق أدفاريكس هرينكو 2022 ‏.
| التصنيف العام         | التصنيف العام      | التصنيف العام        | التصنيف العام                    | التصنيف العام |
| العداء                | العداء             | البلد                | الفريق                           | الوقت         |
| --------------------- | ------------------ | -------------------- | -------------------------------- | ------------- |
| 1                     | Walter Calzoni ‏    | إيطاليا              | Gallina Ecotek Lucchini Colosio ‏ | 3 س 20 د 42 ث |
| 2                     | يوناس راب          | ألمانيا              | أدفاريكس هرينكو سيلينج ‏          | + 4 ث         |
| 3                     | Lars Quaedvlieg ‏   | هولندا               | UWTC De Volharding ‏              | + 6 ث         |
| 4                     | Jakub Otruba ‏      | التشيك               | إلكوف كاسبر ‏                     | + 12 ث        |
| 5                     | التشيك             | توبفوركس لابيير ‏     | + 12 ث                           |               |
| 6                     | جان بارتا          | التشيك               | إلكوف كاسبر ‏                     | + 12 ث        |
| 7                     | بولندا             | فوستر أيه تي إس تيم ‏ | + 15 ث                           |               |
| 8                     | Jaka Primožič ‏     | سلوفينيا             | أدفاريكس هرينكو سيلينج ‏          | + 15 ث        |
| 9                     | Rainer Kepplinger ‏ | النمسا               | أدفاريكس هرينكو سيلينج ‏          | + 15 ث        |
| 10                    | ياكوب كازماريك     | بولندا               | Mazowsze Serce Polski ‏           | + 23 ث        |
| مصدر: ProCyclingStats |                    |                      |                                  |               |

### مرحلة 2
هي مرحلة جبلية متوسطة، أقيمت في 4 يونيو 2022، وامتدّت لمسافة 141 كيلومتر. فاز بالمرحلة Patryk Stosz ‏، وكان متصدر الترتيب العام في نهاية المرحلة Walter Calzoni ‏، وكان المتصدر في ترتيب التسلق Walter Calzoni ‏، وتصدر ترتيب السرعة Tobias Halvorsen ‏، وتصدر ترتيب النقاط للشباب Walter Calzoni ‏، وكان متصدر ترتيب الفرق أدفاريكس هرينكو 2022 ‏.
| التصنيف العام         | التصنيف العام      | التصنيف العام        | التصنيف العام                    | التصنيف العام |
| العداء                | العداء             | البلد                | الفريق                           | الوقت         |
| --------------------- | ------------------ | -------------------- | -------------------------------- | ------------- |
| 1                     | Walter Calzoni ‏    | إيطاليا              | Gallina Ecotek Lucchini Colosio ‏ | 6 س 48 د 50 ث |
| 2                     | يوناس راب          | ألمانيا              | أدفاريكس هرينكو سيلينج ‏          | + 1 ث         |
| 3                     | Jakub Otruba ‏      | التشيك               | إلكوف كاسبر ‏                     | + 12 ث        |
| 4                     | التشيك             | توبفوركس لابيير ‏     | + 12 ث                           |               |
| 5                     | Rainer Kepplinger ‏ | النمسا               | أدفاريكس هرينكو سيلينج ‏          | + 15 ث        |
| 6                     | بولندا             | فوستر أيه تي إس تيم ‏ | + 16 ث                           |               |
| 7                     | جان بارتا          | التشيك               | إلكوف كاسبر ‏                     | + 17 ث        |
| 8                     | Dylan Sunderland ‏  | أستراليا             | Global 6 United ‏                 | + 20 ث        |
| 9                     | ياكوب كازماريك     | بولندا               | Mazowsze Serce Polski ‏           | + 23 ث        |
| 10                    | Kristjan Hočevar ‏  | سلوفينيا             | أدريا موبيل ‏                     | + 33 ث        |
| مصدر: ProCyclingStats |                    |                      |                                  |               |

### مرحلة 3
هي مرحلة جبلية، أقيمت في 5 يونيو 2022، وامتدّت لمسافة 125 كيلومتر. فاز بالمرحلة يوناس راب، وكان متصدر الترتيب العام في نهاية المرحلة يوناس راب.

## التصنيف العام النهائي
| التصنيف العام         | التصنيف العام      | التصنيف العام        | التصنيف العام                    | التصنيف العام  |
| العداء                | العداء             | البلد                | الفريق                           | الوقت          |
| --------------------- | ------------------ | -------------------- | -------------------------------- | -------------- |
| 1                     | يوناس راب          | ألمانيا              | أدفاريكس هرينكو سيلينج ‏          | 10 س 07 د 16 ث |
| 2                     | Rainer Kepplinger ‏ | النمسا               | أدفاريكس هرينكو سيلينج ‏          | + 20 ث         |
| 3                     | Jakub Otruba ‏      | التشيك               | إلكوف كاسبر ‏                     | + 44 ث         |
| 4                     | بولندا             | فوستر أيه تي إس تيم ‏ | + 56 ث                           |                |
| 5                     | Walter Calzoni ‏    | إيطاليا              | Gallina Ecotek Lucchini Colosio ‏ | + 1 د 02 ث     |
| 6                     | التشيك             | توبفوركس لابيير ‏     | + 1 د 14 ث                       |                |
| 7                     | جان بارتا          | التشيك               | إلكوف كاسبر ‏                     | + 1 د 22 ث     |
| 8                     | Kristjan Hočevar ‏  | سلوفينيا             | أدريا موبيل ‏                     | + 1 د 24 ث     |
| 9                     | ياكوب كازماريك     | بولندا               | Mazowsze Serce Polski ‏           | + 1 د 32 ث     |
| 10                    | Paweł Cieślik ‏     | بولندا               | فوستر أيه تي إس تيم ‏             | + 1 د 42 ث     |
| مصدر: ProCyclingStats |                    |                      |                                  |                |

### تصنيف الجبال
| تصنيف الجبال          | تصنيف الجبال     | تصنيف الجبال         | تصنيف الجبال                     | تصنيف الجبال |
| العداء                | العداء           | البلد                | الفريق                           | النقاط       |
| --------------------- | ---------------- | -------------------- | -------------------------------- | ------------ |
| 1                     | يوناس راب        | ألمانيا              | أدفاريكس هرينكو سيلينج ‏          | 5 نقطة       |
| 2                     | بولندا           | فوستر أيه تي إس تيم ‏ | 5 نقطة                           |              |
| 3                     | Walter Calzoni ‏  | إيطاليا              | Gallina Ecotek Lucchini Colosio ‏ | 5 نقطة       |
| 4                     | Kyrylo Tsarenko ‏ | أوكرانيا             | Gallina Ecotek Lucchini Colosio ‏ | 5 نقطة       |
| 5                     | Manuel Bosch ‏    | النمسا               | أدفاريكس هرينكو سيلينج ‏          | 5 نقطة       |
| مصدر: ProCyclingStats |                  |                      |                                  |              |

## تصنيف الفرق

### الفرق حسب الوقت
| تصنيف الفرق حسب الوقت | تصنيف الفرق حسب الوقت     | تصنيف الفرق حسب الوقت | تصنيف الفرق حسب الوقت |
| الفريق                | الفريق                    | البلد                 | الوقت                 |
| --------------------- | ------------------------- | --------------------- | --------------------- |
| 1                     | أدفاريكس هرينكو 2022 ‏     | النمسا                | 30 س 25 د 48 ث        |
| 2                     | فوستر أيه تي إس تيم 2022 ‏ | بولندا                | + 1 د 12 ث            |
| 3                     | إلكوف كاسبر 2022 ‏         | التشيك                | + 2 د 22 ث            |
| 4                     | توبفوركس لابيير ‏          | التشيك                | + 14 د 33 ث           |
| 5                     | UWTC De Volharding ‏       | هولندا                | + 17 د 49 ث           |
| مصدر: ProCyclingStats |                           |                       |                       |

## تصانيف فرعية

### تصنيف أفضل شاب
| تصنيف أفضل شاب        | تصنيف أفضل شاب   | تصنيف أفضل شاب                    | تصنيف أفضل شاب                   | تصنيف أفضل شاب |
| العداء                | العداء           | البلد                             | الفريق                           | الوقت          |
| --------------------- | ---------------- | --------------------------------- | -------------------------------- | -------------- |
| 1                     | Walter Calzoni ‏  | إيطاليا                           | Gallina Ecotek Lucchini Colosio ‏ | 10 س 08 د 18 ث |
| 2                     | التشيك           | توبفوركس لابيير ‏                  | + 12 ث                           |                |
| 3                     | Kyrylo Tsarenko ‏ | أوكرانيا                          | Gallina Ecotek Lucchini Colosio ‏ | + 3 د 38 ث     |
| 4                     | الدنمارك         | Team Sparekassen Danmark Aalborg ‏ | + 4 د 18 ث                       |                |
| 5                     | الدنمارك         | Team Give Elementer ‏              | + 6 د 39 ث                       |                |
| مصدر: ProCyclingStats |                  |                                   |                                  |                |

## وصلات خارجية
- لمحة عن سباق طواف مالوبولسكا 2022 على موقع  ProCyclingStats   (برو  سايكلنج  ستاتس) - إحصاءات  محترفي  الدراجات.
- طواف مالوبولسكا 2022 على موقع إحصائيات الدراجات الإحترافية (الإنجليزية)